# Ԉ
La Komi Lje (Ԉ ԉ; cursiva: Ԉ ԉ) es una letra del alfabeto Molodtsov, una variante del alfabeto cirílico. Se usó solo en la escritura del idioma komi. Es equivalente a la letra lje (Љ љ). [cita requerida] Algunas de sus formas son similares al carácter chino 几.

## Códigos de computación
| Carácter      | Ԉ                            | Ԉ                            | ԉ                            | ԉ                            |
| ------------- | ---------------------------- | ---------------------------- | ---------------------------- | ---------------------------- |
| Unicode       | LETRA MAYÚSCULA CIRÍLICA LJE | LETRA MAYÚSCULA CIRÍLICA LJE | LETRA MINÚSCULA CIRÍLICA LJE | LETRA MINÚSCULA CIRÍLICA LJE |
| Codificación  | decimal                      | hex                          | decimal                      | hex                          |
| Unicode       | 1288                         | U+0508                       | 1289                         | U+0509                       |
| UTF-8         | 212 136                      | D4 88                        | 212 137                      | D4 89                        |
| Ref. numérica | &#1288;                      | &#x508;                      | &#1289;                      | &#x509;                      |